# دخترک دریا
دخترک دریا ، کتابی برای کودکان است که توسط هانس کریستین اندرسن نوشته شده‌است.

## گزارش
کشوری وجود دارد که خشکی است و کشوری که دریا است. پسر جوانی عاشق دختری می‌شود. او از زمین می‌آید، او از دریا. زمین چیست؟ دریا چیست؟ هرکدام جهان را برای دیگری توضیح می‌دهند. اما آنها چگونه گرد هم می‌آیند؟